# Люб'язь (озеро)
Лю́б'язь — заплавне озеро в Україні. Розташоване в межах Любешівського району, Волинської області, на схід від села Люб'язь. 
Довжина 3,8 км, ширина 2,5 км, площа 5,19 км², пересічна глибина 2,1 м, найбільша — 3,8 м. Гідрологічний режим залежить переважно від річки Прип'яті, яка тече через північну частину озера. В озеро з південного заходу впадає річка Коростянка. 
Береги низькі, подекуди заболочені. Взимку замерзає. Є два острови. Дно вкрите піщано-мулистими відкладами. Розвинута прибережно-водяна рослинність.

## Риболовля
Оскільки через північну частину озера протікає річка Прип'ять, то тут водиться вся річкова риба. Також орієнтовно в 2015 році екологами було запушено до озера поголів'я білих амурів. Головним об'єктом лову рибалками тут є щука.
Іхтіофауна: короп, карась срібний, карась золотий, плотва, окунь, білий амур, щука, сом, в'язь, червонопірка, минь, йорж, лящ. 
Луб'язь популярне місце відпочинку місцевих рибалок та іноземних туристів. Озеро є частиною національного природного парку «Прип'ять–Стохід». Озеро неправильної форми: згори воно виглядає так, ніби злилися два круглих озера і їх поєднує лише невеличка протока (місцеві мешканці також розділяють ці частини озера — називають їх «Велике» і «Мале» озеро). У нього впадають дві річки: Прип'ять на півночі й Коростянка на півдні. Від рівня води у цих річках залежить і рівень води в озері. 
Життя місцевого населення нерозривно пов'язане з ріками (Стохід, Прип'ять) та озерами. Зумовлено це по перше багатими рибою водами, а також безпосередньою близькістю до води. Люди буквально живуть на річках. Типовий краєвид волинської річки — села і хати відразу з виходом до води, дерев'яні човни на березі. Враження, що тут чи не кожен другий риболов. Рибальство тут виведено в ранг свого роду «промислу», а не просто хобі чи відпочинку. Це в свою чергу накладає відбиток і на особливості місцевої риболовлі. Наприклад, хижака майже всі ловлять тролінгом. Багато риболовів має власні дерев'яні човни з мотором. Ходити по березі і кидати спінінг для них дивина. 
Ловлять всі поголовно або на крупні віброхвости з тяжкими (25-30 гр.) джиг-головками або на крупні воблери (на річці можуть використовувати і легші джиг-головки та менші воблери). Найпопулярніший колір силікону — синя спинка та білий живіт.